# پترسون اسپرینگز (کارولینای شمالی)
پترسون اسپرینگز (به انگلیسی: Patterson Springs) شهری در ایالت کارولینای شمالی کشور ایالات متحده آمریکا است که جمعیت آن در سرشماری سال ۲۰۱۰ میلادی، ۶۲۲ نفر بوده‌است.